# Olenecamptus patrizii
Olenecamptus patrizii är en skalbaggsart som beskrevs av Aurivillius 1928. Olenecamptus patrizii ingår i släktet Olenecamptus och familjen långhorningar.
Artens utbredningsområde är Kenya. Inga underarter finns listade i Catalogue of Life.